# Riptide
〈Riptide〉為澳洲創作歌手萬斯·喬伊2013年釋出的歌曲，出自他的首張迷你專輯《God Loves You When You're Dancing》以及首張錄音室專輯《Dream Your Life Away》。歌曲由喬伊和鼓手埃德溫懷特創作兼製作，以輕快的節奏講述「成年的愛情故事」。
歌曲釋出後不久即取得商業上的成功，登上澳洲唱片業協會單曲榜第六名，並成為廣播電台Triple J2013年度最熱門的歌曲。隔年，〈Riptide〉登上英國單曲榜第10名，美國《告示牌》另類歌曲榜第1名。

## 背景與詞曲
萬斯·喬伊於2008年在澳洲墨爾本格倫伊里斯的家中寫出〈Riptide〉開頭的前兩句歌詞和和弦，但他當初認為歌曲「過於簡單」而暫時將其擱置一旁。為了全心的追求音樂，大學畢業後喬伊退出澳大利亞澳式足球聯盟（AFL），在墨爾本參加多場Open mic演出。
迷你專輯釋出前一年的2012年，喬伊在構想另一首歌曲的旋律時偶然間想起他2008年擱置的〈Riptide〉，於是將兩者結合起來，並將成品的粗略版本上傳到他的個人Facebook帳號。儘管此版本只包含第一段主歌和副歌，但朋友和家人的支持激勵他繼續堅持。喬伊在墨爾本郊區不倫瑞克的Red Door Studios與鼓手愛德華·懷特（Edwin White）一起錄製並製作了這首歌。約翰·卡斯爾（John Castle）隨後完成額外的製作。喬伊在接受採訪時表示，歌曲靈感來源於他某次遇到的一位自稱魔術師助手的女孩，而名稱則取自小時候和家人去的汽車旅館。
〈Riptide〉是一首以C大調創作的獨立民謠和流行民謠，速度為每分鐘100拍。這首歌以簡單的烏克麗麗和弦進程為特點，內容講述一位害怕看牙和黑夜的天真男孩，對他眼中「蜜雪兒·菲佛」般的夢幻女孩表白他的愛。 

## 反響
《Red Magazine》的漢娜吉爾·克里斯特（Hannah Gilchrist）稱歌曲感覺就像「坐在加州的海灘上喝一瓶啤酒，而你的朋友們在海浪裡嬉戲——毫無意外，它的靈感源自70年代的曲目。」
截至2015年5月，〈Riptide〉已連續進入《告示牌》百强单曲榜43週，是該榜入榜週數第二高的單曲。同時在澳洲唱片業協會單曲榜，歌曲更以107週位居榜單前百名的成績，打敗女神卡卡的〈撲克臉〉成為該榜入榜時間最長的歌曲。

## 音樂錄影帶
伴隨〈Riptide〉釋出的音樂視頻於2013年4月2日上傳至YouTube，總長3分25秒。影片由導演迪米特里·貝西（Dimitri Basil）在副導勞拉·戈倫（Laura Gorun）協助下拍攝，逐字逐句地描繪歌曲的每段歌詞。

## 曲目清單
| 數位下載 1. 〈Riptide〉 – 3:24 2. 〈From Afar〉 – 4:24 數位下載（混音） 1. 〈Riptide〉（FlicFlac混音） – 5:39 德國CD單曲 1. 〈Riptide〉 – 3:24 2. 〈Emmylou〉 – 4:40 3. 〈Snaggletooth〉 – 5:19 4. 〈From Afar〉 – 4:24 5. 〈Riptide〉（FlicFlac版） – 5:39 | 英國迷你專輯數位下載 1. 〈Riptide〉 – 3:24 2. 〈Play with Fire〉 – 4:23 3. 〈Snaggletooth〉 – 5:19 4. 〈Emmylou〉 – 4:40 5. 〈From Afar〉 – 4:24 |

## 榜單成績
| 榜單（2013–2017年）                       | 峰值 |
| ----------------------------------------- | ---- |
| 澳大利亚（澳大利亚唱片业协会單曲榜）      | 6    |
| 奥地利（Ö3四十强单曲榜）                  | 4    |
| 比利时佛兰德（Ultratip榜外單曲榜）        | 6    |
| 比利时佛兰德（Ultratop舞曲榜）            | 19   |
| 比利时瓦隆（Ultratip榜外單曲榜）          | 4    |
| 比利时瓦隆（Ultratop舞曲榜）              | 27   |
| 加拿大（Canadian Hot 100）                | 13   |
| 加拿大（《告示牌》Canada AC）             | 30   |
| 加拿大（《告示牌》Canada CHR）            | 39   |
| 加拿大（《告示牌》Canada Hot AC）         | 29   |
| 加拿大（《告示牌》Canada Rock）           | 10   |
| 独联体（Tophit独联体电台榜）              | 245  |
| 克羅埃西亞（ARC Top 40）                  | 12   |
| 捷克（電台百強單曲榜）                    | 4    |
| 捷克（百強數位單曲榜）                    | 9    |
| 歐洲（《告示牌》Euro Digital Song Sales） | 19   |
| 歐洲（《告示牌》數位歌曲榜）              | 16   |
| 芬兰（芬蘭官方單曲榜）                    | 53   |
| 法国（法國唱片出版業公會單曲榜）          | 65   |
| 德国（德國官方單曲榜）                    | 9    |
| 匈牙利（四十強串流榜）                    | 17   |
| 愛爾蘭（愛爾蘭唱片音樂協會单曲榜）        | 7    |
| 以色列（媒体森林电台榜）                  | 2    |
| 墨西哥（《告示牌》英語熱播榜）            | 30   |
| 荷兰（荷蘭四十強單曲榜）                  | 25   |
| 荷兰（百强单曲榜）                        | 50   |
| 挪威（世界之路榜單）                      | 37   |
| 波蘭（波蘭百大電台榜）                    | 3    |
| 蘇格蘭（官方榜单公司單曲榜）              | 8    |
| 斯洛伐克（電台百強單曲榜）                | 2    |
| 斯洛伐克（百強數位單曲榜）                | 8    |
| 斯洛維尼亞（SloTop50）                    | 7    |
| 西班牙（西班牙音樂製作協會）              | 58   |
| 瑞典（瑞典最熱榜）                        | 18   |
| 瑞士（瑞士热门音乐榜）                    | 17   |
| 英國（官方榜单公司單曲榜）                | 10   |
| 英國（官方榜单公司獨立榜）                | 1    |
| 美国（《告示牌》百大單曲榜）              | 30   |
| 美國（《告示牌》成人當代單曲榜）          | 16   |
| 美國（《告示牌》Adult Pop Airplay）       | 7    |
| 美國（《告示牌》Hot Rock Songs）          | 2    |
| 美國（《告示牌》Pop Airplay）             | 18   |
| 美國（《告示牌》Rock Airplay）            | 1    |
| 榜單（2022年）                            | 峰值 |
| 全球（Billboard Global 200）              | 147  |

| 榜單（2013年）                       | 峰值 |
| ------------------------------------ | ---- |
| 澳大利亞（澳大利亞唱片業協會單曲榜） | 12   |

| 榜單（2014年）                       | 峰值 |
| ------------------------------------ | ---- |
| 澳大利亞（澳大利亞唱片業協會單曲榜） | 55   |
| 奧地利（Ö3四十強單曲榜）             | 26   |
| 加拿大（加拿大百強單曲榜）           | 69   |
| 法國（法國唱片出版業公會單曲榜）     | 163  |
| 德國（德國官方單曲榜）               | 27   |
| 愛爾蘭（愛爾蘭唱片音樂協會）         | 14   |
| 以色列（媒體森林）                   | 6    |
| 義大利（意大利音樂產業聯盟）         | 76   |
| 荷蘭（百強單曲榜）                   | 69   |
| 波蘭（ZPAV）                         | 36   |
| 斯洛維尼亞（SloTop50）               | 19   |
| 瑞典（瑞典最熱榜）                   | 26   |
| 瑞士（瑞士熱門音樂榜）               | 38   |
| 英國（官方榜單公司單曲榜）           | 42   |
| 美國（《告示牌》搖滾歌曲榜）         | 12   |
| 美國（《告示牌》搖滾電台榜）         | 7    |

| 榜單（2015年）                     | 峰值 |
| ---------------------------------- | ---- |
| 加拿大（加拿大百強單曲榜）         | 37   |
| 荷蘭（荷蘭四十強單曲榜）           | 100  |
| 美國（《告示牌》百大單曲榜）       | 71   |
| 美國（《告示牌》當代成人單曲榜）   | 44   |
| 美國（《告示牌》成人四十強單曲榜） | 30   |
| 美國（《告示牌》熱門搖滾歌曲榜）   | 8    |
| 美國（《告示牌》搖滾電台榜）       | 10   |

| 榜單（2017年）                   | 峰值 |
| -------------------------------- | ---- |
| 法國（法國唱片出版業公會單曲榜） | 189  |

| 榜單（2021年）             | 峰值 |
| -------------------------- | ---- |
| 英國（官方榜單公司單曲榜） | 83   |

| 榜單（2010–2019年）                      | 峰值 |
| ---------------------------------------- | ---- |
| 澳大利亞（澳大利亞唱片業協會單曲榜）     | 14   |
| 澳大利亞（澳大利亞唱片業協會藝人單曲榜） | 2    |
| 英國（官方榜單公司單曲榜）               | 65   |
| 美國（《告示牌》熱門搖滾歌曲榜）         | 34   |

## 銷量認證
| 地區                                                                       | 认证     | 认证单位/销量 |
| -------------------------------------------------------------------------- | -------- | ------------- |
| 澳大利亚（澳大利亚唱片业协会）                                             | 12× 白金 | 840,000‡      |
| 奥地利（國際唱片業協會奧地利分會）                                         | 2× 白金  | 60,000*       |
| 比利时（比利時唱片音樂協會）                                               | 金       | 15,000‡       |
| 加拿大（加拿大音乐协会）                                                   | 钻石     | 800,000‡      |
| 丹麦（國際唱片業協會丹麥分會）                                             | 白金     | 90,000‡       |
| 法国（法國唱片出版業公會）                                                 | 白金     | 133,333‡      |
| 德国（聯邦音樂產業協會）                                                   | 金       | 150,000^      |
| 意大利（意大利音乐产业联盟）                                               | 3× 白金  | 150,000‡      |
| 葡萄牙（葡萄牙唱片業協會）                                                 | 2× 白金  | 40,000‡       |
| 西班牙（西班牙音樂製作協會）                                               | 金       | 20,000‡       |
| 瑞典（瑞典唱片業協會）                                                     | 白金     | 40,000‡       |
| 瑞士（國際唱片業協會瑞士分会）                                             | 金       | 15,000^       |
| 英国（英国唱片业协会）                                                     | 4× 白金  | 2,400,000‡    |
| 美国（美國唱片業協會）                                                     | 6× 白金  | 6,000,000‡    |
| 串流                                                                       |          |               |
| 丹麦（國際唱片業協會丹麥分會）                                             | 金       | 1,300,000†    |
| *僅含認證的實際銷量 ^僅含認證的出貨量 ‡僅含認證的+實際銷量 †僅含認證的銷量 |          |               |

## 發行歷史
| 地區 | 日期           | 格式                     | 唱片公司   |
| ---- | -------------- | ------------------------ | ---------- |
| 美國 | 2013年5月21日  | 數位下載                 | 大西洋唱片 |
| 美國 | 2013年10月7日  | 成人另類專輯電台         | 大西洋唱片 |
| 英國 | 2013年11月25日 | 數位下載                 | 感染音樂   |
| 美國 | 2014年1月28日  | 數位下載                 | 大西洋唱片 |
| 英國 | 2014年3月10日  | 數位下載（FlicFlac混音） | 大西洋唱片 |
| 德國 | 2014年3月28日  | CD單曲                   | 大西洋唱片 |
| 美國 | 2014年4月1日   | 當代搖滾電台             | 大西洋唱片 |
| 美國 | 2014年8月11日  | 熱門成人當代電台         | 大西洋唱片 |